# 김인전
김인전(金仁銓, 1876년 10월 7일 ~ 1923년 5월 12일)은 대한민국의 독립운동가이자 목사이다. 대한민국 충남 서천군에서 출생했다.
1876년 10월 7일 충청남도 서천군 한산면 지촌리(芝村里)에서 한말 수원(水原)군수를 역임한 부친 김규배(金奎培)와 모친 김씨 사이의 두 형제 중 장남으로 태어났다. 선생의 본관은 김해, 호는 경재(鏡齋, 經齋), 이명(異名)으로는 인옥(仁玉)이 있다. 선생은 6세 때부터 향리의 사숙(私塾)에서 한학을 배우기 시작하였는데, 남다르게 총명하여 유교 경전에 정통하였을 뿐만 아니라 제자백가·불교·도교 등에도 학문적 조예가 깊었다.
선생의 부친은 한말 개화사상을 신봉하여 기독교에 입교하였을 뿐만 아니라 이상재(李商在) 선생과 황성기독청년회를 조직하여 계몽운동을 펼친 개화 지식인이었다. 이러한 부친의 영향으로 김인전 선생은 일찍부터 개화사상을 수용하여 근대적 사고를 갖고 있었고, 또한 27세 때인 1903년에 기독교에 입교하였다.
이즈음 한반도에서의 주도권 장악을 위해 혈안이 되어 있던 일제는 1904년 2월 러일전쟁을 도발하였고, 같은 해 2월 23일 대한제국 정부를 강박하여 “대한제국 내에서 군사적으로 필요한 긴급조치와 군사상 필요한 지점을 임의로 수용”할 수 있도록 하는 한일의정서(韓日議定書)를 체결하면서 본격적인 한국 식민지화 정책을 감행하였다. 그리고 같은 해 8월 22일에는 대한제국 정부를 위협하여 “대한제국 정부는 일본 정부가 추천하는 재정고문과 외교고문 각 1명을 두고, 재정과 외교에 관한 사항은 일체 그들의 의견을 물어 시행”하도록 하는 제1차 한일협약(韓日協約)을 강제하여 한국의 외교권과 재정권을 장악하였다.
또한 국제적으로는 러일전쟁을 수행하면서 1905년 7월 미국과의 카스라·태프트 밀약, 같은 해 8월 영국과의 제2차 영일동맹(英日同盟), 그리고 9월 러시아와의 강화조약인 포츠머스조약 등 제국주의 국가들 간의 거래를 통해 한국에 대한 독점적 지배권을 확보하였다. 그 뒤 일제는 곧바로 대한제국 정부의 각료들을 총칼로 협박하여 1905년 11월 을사조약(乙巳條約)을 체결하면서 대한제국의 자주적 외교권을 강탈함은 물론 통감부를 설치하여 내정까지 간섭을 통해 사실상 한국을 식민지화하였다.
이 시기 김인전 선생은 국권회복의 길이 민족의 실력을 양성하는데 있다고 인식하고, 1906년 11월 가산을 출연하여 고향인 충남 서천군 화양면에 중등과정의 한영학교(韓英學校)를 설립하고, 본격적으로 교육계몽운동에 뛰어 들었다.
1910년 한일강제병합이 현실화되자 선생은 한영학교의 운영을 작은아버지에게 인계하고, 평양신학교에 입학하였다. 이 학교는 3·1운동 민족대표로 활약하였던 이승훈(李昇薰) 선생과 길선주(吉善宙) 양전백(梁甸伯) 목사 그리고 임시의정원 의장을 역임하였던 송병조(宋秉祚) 선생 등 많은 민족 지도자들을 배출한 서북지역 독립운동의 요람으로, 선생은 이 학교에서 공부하면서 그들과 민족독립의 의지를 더욱 굳건히 하였을 뿐만 아니라 교분을 쌓았다.
뿐만 아니라 선생은 평양신학교 재학 중 방학 기간 등을 이용하여 전북 군산의 영명(永明)학교에서 임시 교원으로 민족교육을 실시하고, 또한 산중에 있는 여러 교회를 순회하면서 강론을 통해 애국심을 고취하였다. 그리고 1914년 평양신학교를 졸업함과 동시에 선생은 전주 서문외(西門外) 교회의 목사로 부임하여 목회활동, 예수교 장로회 성경학교 교수·전북노회장(全北老會長) 등의 교직을 이용한 전도활동을 통하여 민족의식을 불러 일으켰다. 그리하여 전주 서문외 교회에는 신흥학교와 기전여학교 등의 교사와 학생들이 모여들었고, 이들은 선생의 영향 아래 암암리에 민족교육을 실시하여 항일의식을 고취하고, 비밀리에 독립운동단체를 조직하였다. 그것이 기전여학교의 교사와 학생들이 조직한 독립운동 비밀결사인 송죽형제회(松竹兄弟會)였다.
1919년 3·1운동 기간 중 군산에서는 3월 5일부터 영명학교 교사와 학생들이 주축이 되어 만세시위를 벌였고, 전주에서도 3월 13일 신흥학교와 기전여학교의 학생 및 교사, 그리고 기독교신자들이 천도교 측과 합세하여 군중들을 이끌고 만세 시위운동을 전개하였다. 때문에 선생은 전라도 지방 만세 시위운동의 배후 지도자로 지목되어 일경의 표적이 되었다.
이에 선생은 국내의 3·1운동 진상을 세계 만방에 알리는 한편, 독립운동을 지속적으로 전개하기 위하여 중국 상해로 망명을 결심하였고, 대한민국 임시정부의 독립운동에 참여하게 되었다.
이후 선생은 임시정부의 재무부 비서국장 겸 임시공채관리국장으로 임명되어 독립운동 자금의 조달을 담당하였다. 그리고 1920년 임시의정원 의원으로 피선되어 재무상임위원회와 예산결산상임위원회, 그리고 정무조사특별위원회 군사분과 위원으로 활동했으며, 나아가 이듬해 4월 6일 제8회 임시의정원 회의에서는 부의장에 선출되었고, 같은 해 5월에는 임시정부 학무부 차장으로 임명되었다.
1921년 11월에는 미국·영국·프랑스·이탈리아·일본 등 태평양지역에 이해관계를 가진 열강들이 군비 축소 문제와 극동정책을 논의하기 위해 워싱턴 회의를 열기로 했다는 소식이 알려지자 임시정부에서는 이 회의에 한국 문제를 상정시켜 파리평화회의에서 이루지 못한 조국독립을 관철시키고자 임시대통령으로 미국에 상주하고 있던 이승만(李承晩)을 전권대사, 서재필(徐載弼)을 전권부사로 하는 한국대표단을 구성하여 적극적인 외교활동을 벌이게 하였다. 임시의정원 또한 정부측의 외교를 통한 독립운동을 지원하기 위해 1921년 8월 17일 의장인 홍진(洪震)과 선생을 비롯한 전 의원이 태평양회의 외교후원회를 조직하였다.
그리고 11월 11일 태평양회의가 열리자 선생은 임시의정원 의장 홍진·신익희 등 동료 의원 25명 전원과 함께 “세계의 평화, 동아의 행복과 정의 인도를 위하여 한국 독립 및 자주의 완전한 해결”을 요구하는 한국독립청원서를 각국 대표들에게 발송하여 외교 독립운동에도 힘썼다. 다른 한편으로 선생은 송병조·손정도(孫貞道)·김병조(金秉祚)·이원익(李元益) 등 평양신학교 출신 목사들을 중심으로 조직한 대한야소교(예수교)진정회(大韓耶蘇敎陳情會)를 통하여 각국 정부와 교회단체에 한국의 실정과 독립을 호소하는 진정서를 발송하여 임시정부의 외교 독립운동을 측면에서 지원하기도 하였다. 그러나 상해 임시정부는 물론 국내의 동포들까지 관심을 집중하였던 태평양회의는 한국 문제에 대한 공식적인 토의도 없이 일제의 국제적 위상만 높여 준 채 1922년 2월 끝나고 말았다.
그럼에도 불구하고 선생은 조국 독립의 꿈과 의지를 조금도 상실하지 않고, 임시정부와 임시의정원의 강화를 통한 독립운동의 활성화에 혼신의 노력을 기울였다. 그리하여 선생은 1922년 2월 열린 제10회 임시의정원 회의에서 전원 위원회 위원장으로, 그리고 내외무상임위원회·재무상임위원회·교육실업상임위원회 위원 등을 겸임하여 활동하였다.
또한 1922년 3월 상해에서 한국인과 중국인의 우호를 돈독히 하기 위해 중한호조사(中韓互助社)를 설립하고, 한국인의 독립운동과 경제 문화운동에 상호협력하는데 위원으로 활동하기도 하였다.
1922년 4월 3일 제4대 임시의정원 의장으로 선출된 선생은 이후 임시의정원 의장으로 민의를 수렴한 입법활동, 임시정부의 유지 강화, 독립운동의 활성화에 온 힘을 쏟았다. 하지만 이 시기 상해에서는 국민대표회의의 개최 문제와 임정의 개편 방향을 둘러싸고 독립운동가들 간의 갈등과 대립이 계속되고 있었다.
임시정부는 1921년 1월 26일 국무총리 이동휘(李東輝)의 사임, 이어 5월 12일 노동국 총판 안창호(安昌浩) 등 주요 국무위원의 사퇴, 그리고 정부 조직 후 처음으로 상해에 도착하여 정무에 임했던 임시대통령 이승만이 같은 해 5월 하와이로 돌아감에 따라 그 기능이 약화되어 가고 있었다. 때문에 임시정부를 명실상부한 국민의 대표기관이자 독립운동의 최고 통솔기관으로 개편하기 위한 국민대표회의 소집 문제가 독립운동계의 초미의 관심거리로 등장하였다. 그리하여 안창호가 노동국 총판을 사퇴한 날인 1921년 5월 12일 상해 3·1당에서 열린 유호(상호)동포연설회에서 국민대표회의의 소집을 공식적으로 제기하고, 그 촉성기관으로 국민대표회 기성회를 발기하였다. 나아가 그 해 6월 6일 정식으로 국민대표회 기성회를 출범시켜 본격적으로 국민대표회의 소집 준비 작업에 들어갔다.
이 때 태평양회의 개최 소식이 알려짐에 따라 상해는 물론 만주·노령·미주 등의 민족주의 계열의 인사들은 여기에 집중하였고, 또 이에 대항하여 모스크바에서 1922년 1월부터 극동 피압박 민족대회(극동 인민 대표대회)가 개최됨에 따라 사회주의 계열의 인사들은 여기에 대거 참여하여 국민대표회의 소집 문제는 지연되고 있었다. 그러나 한국 독립 문제에 대한 가시적 성과도 없이 그 해 2월 초 두 회의가 끝나자 다시 국민대표회의의 소집 문제가 현안으로 떠오르게 되었고, 그를 둘러싼 임시의정원과 국민대표회주비위원회 사이의 대립과 반목이 심화되고 있었다. 이를 타개하기 위해 선생은 1922년 7월 안창호(安昌浩)·신익희(申翼熙)·김구(金九)·조소앙(趙素昻)·이시영(李始榮) 등 50여 명과 함께 시사책진회를 조직하였다. 그리하여 선생은 임시의정원과 국민대표회주비위원회 사이의 반목과 갈등을 해소시켜 국민대표회의가 원만히 개최될 수 있도록 제반 여건을 조성하는데 힘썼다.
이와 함께 선생은 태평양회의에서의 외교 독립운동이 성과 없이 끝난 후, 무장 독립투쟁의 필요성을 새삼 인식하기 시작하였다. 그리하여 선생은 1922년 10월 1일 상해에서 김구·손정도 등과 함께 ‘모두가 노동하며 군인이 되는’ 노병일치의 독립군 양성 및 지원단체로 한국노병회(韓國勞兵會)의 조직을 추진하였다. 그 결과 ‘조국 광복에 공헌하기 위하여 향후 10년 이내에 1만 명 이상의 노병을 양성하고 100만원 이상의 전비(戰費)를 조성’할 목적으로 10월 28일 한국노병회가 발족하였고, 선생은 이사 겸 경리부원으로 선임되었다.
나아가 1923년 1월 상해에서 독립운동계의 초미의 관심 속에 국민대표회의가 개최되자 선생은 3월 3일부터 전라북도 대표로 참석하였다. 연일 계속된 회의에서 선생은 각 지역 및 단체의 대표들과 조국 광복의 새로운 방략을 모색하고, 독립운동세력을 통합하여 임정을 명실상부한 독립운동의 통일적 최고 기관으로 개편하기 위해 열띤 토론을 벌여갔다. 그러던 중 선생은 심신의 피로가 겹쳐 5월 3일 쓰러지고 말았고, 상해 동인(同仁)병원에서 입원치료를 받다가 5월 12일 48세의 나이로 순국하였다.
선생의 장례식은 5월 14일 임시정부 주관으로 거행되었고, 유해는 상해 프랑스 조계내 외인묘지에 안장되었다. 그 후 선생의 유해는 중국 정부에서 이장하여 상해 송경령 능원내에 안치되어 있다가 1993년 8월 박은식·신규식·노백린·안태국 선생 등과 함께 고국으로 봉환되어 국립묘지에 안장되었다.
1980년에 대한민국 정부로부터 건국훈장 국민장을 추서받았다.

## 가족
석운(石雲) 김가전 목사가 그의 친동생이다.